# Lijst van nummer 1-albums in de Nederlandse Album Top 100 in 2012
Onderstaande albums stonden in 2012 op nummer 1 in de Nederlandse Album Top 100. De lijst wordt samengesteld door GfK Dutch Charts.
| Nummer | Datum        | Artiest                | Titel                             |
| ------ | ------------ | ---------------------- | --------------------------------- |
| 634    | 7 januari    | Adele                  | Live at the Royal Albert Hall     |
|        | 14 januari   | Adele                  | Live at the Royal Albert Hall     |
|        | 21 januari   | Adele                  | Live at the Royal Albert Hall     |
| 635    | 28 januari   | Birdy                  | Birdy                             |
| 636    | 4 februari   | Leonard Cohen          | Old ideas                         |
|        | 11 februari  | Leonard Cohen          | Old ideas                         |
| 634    | 18 februari  | Adele                  | Live at the Royal Albert Hall     |
|        | 25 februari  | Adele                  | Live at the Royal Albert Hall     |
| 521    | 3 maart      | Adele                  | 21                                |
| 637    | 10 maart     | Bruce Springsteen      | Wrecking ball                     |
| 638    | 17 maart     | Frans Duijts           | Alles met je delen                |
| 637    | 24 maart     | Bruce Springsteen      | Wrecking ball                     |
| 639    | 31 maart     | Madonna                | MDNA                              |
| 640    | 7 april      | The Kyteman Orchestra  | The Kyteman Orchestra             |
|        | 14 april     | The Kyteman Orchestra  | The Kyteman Orchestra             |
| 641    | 21 april     | Trijntje Oosterhuis    | Wrecks we adore                   |
|        | 28 april     | Trijntje Oosterhuis    | Wrecks we adore                   |
| 640    | 5 mei        | The Kyteman Orchestra  | The Kyteman Orchestra             |
| 642    | 12 mei       | Keane                  | Strangeland                       |
| 643    | 19 mei       | Golden Earring         | Tits 'n Ass                       |
| 644    | 26 mei       | John Mayer             | Born and raised                   |
|        | 2 juni       | John Mayer             | Born and raised                   |
| 645    | 9 juni       | Racoon                 | Liverpool rain                    |
| 644    | 16 juni      | John Mayer             | Born and raised                   |
| 646    | 23 juni      | Jannes                 | Op volle kracht                   |
| 647    | 30 juni      | Linkin Park            | Living things                     |
| 648    | 7 juli       | Chris Brown            | Fortune                           |
| 649    | 14 juli      | Michael Kiwanuka       | Home again                        |
| 645    | 21 juli      | Racoon                 | Liverpool rain                    |
| 650    | 28 juli      | Xander de Buisonjé     | Xander in concert                 |
| 643    | 4 augustus   | Golden Earring         | Tits 'n Ass                       |
| 651    | 11 augustus  | Helene Fischer         | Für einen tag                     |
| 652    | 18 augustus  | Jan Smit               | Vrienden                          |
|        | 25 augustus  | Jan Smit               | Vrienden                          |
|        | 1 september  | Jan Smit               | Vrienden                          |
| 653    | 8 september  | Mark Knopfler          | Privateering                      |
| 654    | 15 september | Bob Dylan              | Tempest                           |
| 655    | 22 september | Ilse DeLange           | Eye of the hurricane              |
| 656    | 29 september | Nick & Simon           | Sterker                           |
| 657    | 6 oktober    | Muse                   | The 2nd law                       |
| 658    | 13 oktober   | Mumford & Sons         | Babel                             |
|        | 20 oktober   | Mumford & Sons         | Babel                             |
| 652    | 27 oktober   | Jan Smit               | Vrienden                          |
| 659    | 3 november   | BLØF                   | Hier - Het beste van 20 jaar BLØF |
| 660    | 10 november  | Robbie Williams        | Take the crown                    |
| 661    | 17 november  | One Direction          | Take me home                      |
| 662    | 24 november  | Kinderen voor Kinderen | Hallo wereld - 33                 |
| 663    | 1 december   | K3                     | Engeltjes                         |
| 664    | 8 december   | Doe Maar               | Symphonica in Rosso               |
| 633    | 15 december  | Michael Bublé          | Christmas                         |
|        | 22 december  | Michael Bublé          | Christmas                         |
| 665    | 29 december  | Sandra van Nieuwland   | And more                          |

Lijsten van nummer 1-albums in de Nederlandse Album Top 100

1969 ·
1970 ·
1971 ·
1972 ·
1973 ·
1974 ·
1975 ·
1976 ·
1977 ·
1978 ·
1979 ·
1980 ·
1981 ·
1982 ·
1983 ·
1984 ·
1985 ·
1986 ·
1987 ·
1988 ·
1989 ·
1990 ·
1991 ·
1992 ·
1993 ·
1994 ·
1995 ·
1996 ·
1997 ·
1998 ·
1999 ·
2000 ·
2001 ·
2002 ·
2003 ·
2004 ·
2005 ·
2006 ·
2007 ·
2008 ·
2009 ·
2010 ·
2011 ·
2012 ·
2013 ·
2014 ·
2015 ·
2016 ·
2017 ·
2018 ·
2019 ·
2020 ·
2021 ·
2022 ·
2023 ·
2024 ·
2025

Lijsten van nummer 1-albums van de Stichting Nederlandse Top 40

1969 ·
1970 ·
1971 ·
1972 ·
1973 ·
1974 ·
1975 ·
1976 ·
1977 ·
1978 ·
1979 ·
1980 ·
1981 ·
1982 ·
1983 ·
1984 ·
1985 ·
1986 ·
1987 ·
1988 ·
1989 ·
1990 ·
1991 ·
1992 ·
1993 ·
1994 ·
1995 ·
1996 ·
1997 ·
1998 ·
1999 ·
2011 ·
2012 ·
2013 ·
2014 ·
2015
- Nederland
- Nederland (Album Top 40)
- Vlaanderen
- Verenigd Koninkrijk
- Verenigde Staten